# Martine C. de Vries
Martine Charlotte de Vries (Gouda, 3 september 1974) is een Nederlandse kinderarts, hoogleraar Normatieve aspecten van de geneeskunde aan de faculteit Geneeskunde van de Universiteit van Leiden (LU) en academisch docent.

## Biografie

### Opleiding
De Vries begon haar academische carrière aan het Stanislascollege in Delft, waar ze het gymnasium in 1992 cum laude afrondde. Daarna studeerde ze van 1992 tot 1993 Grieks en Griekse geschiedenis aan de Aristotle University in Thessaloniki, Griekenland.
Van 1993 tot en met 2001 volgde zij de opleiding Medicijnen en Filosofie aan de Universiteit van Leiden. Ze koos daarbij voor de specialisatie Medische ethiek. Tijdens haar studie werkte ze bij het Leids Universitair Medisch Centrum (LUMC) als onderwijsassistente.
De Vries ontving de Pieter van Foreest Aanmoedidingsprijs voor haar proefschrift getiteld Besluitvormingsprocessen bij complexe behandelingsvraagstukken in de kindergeneeskunde. Om jong talent te stimuleren kent de Pieter van Foreest Stichting tweejaarlijks deze wetenschapsprijs op het gebied van geschiedenis, ethiek, filosofie, antropologie en publiekscommunicatie van geneeskunde, volksgezondheid en zorg toe.
In 2000 startte De Vries haar klinische opleiding bij het LUMC, waar ze in 2002 cum laude haar artsdiploma haalde.

### Carrière
Vanaf 2002 werkte De Vries korte tijd als arts-assistent (ANIOS) op de afdeling kindergeneeskunde van het HMC Westeinde Ziekenhuis in Den Haag en als arts in de asielzoekerscentra van Leiden, Waddinxveen en Alphen aan den Rijn.
In september 2003 startte ze een onderzoek naar ethische kwesties in de kindergeneeskunde bij de afdelingen Filosofie en Medische ethiek en  Kinderoncologie/Hematologie van het VU Medisch Centrum in Amsterdam en de afdelingen Kindergeneeskunde en Medische ethiek en Gezondheidsrecht van het LUMC. Vanaf september 2005 combineerde ze haar opleiding tot kinderarts met dit onderzoek. Ze startte haar specialisatie tot kinderarts in het Reinier de Graaf Ziekenhuis in Delft en rondde deze af aan het LUMC. Dit resulteerde op 28 november 2012 in haar promotie en proefschrift The moral landscape of pediatric oncology: an empirical study on best interests, parental authority and child participation in decision making.
Van juli 2012 tot december 2016 was De Vries projectleider van een ontwikkelingstraject voor richtlijnen m.b.t.:
1. de zorgvuldigheid van pediatrisch onderzoekers gedurende het onderzoeksproces,
2. de omgang met de geïnformeerde toestemmingsprocedure,
3. het creëren van een kindvriendelijke omgeving,
4. het geven van een stem aan deelnemende kinderen en
5. het monitoren van bezwaren van jonge kinderen.

Het ontwikkelingstraject werd gefinancierd door het Nederlandse Ministerie van Volksgezondheid.
Daarnaast was De Vries mede-onderzoeker van twee onderzoeksprojecten m.b.t. de ontwikkeling van informatiemateriaal voor kinderen over deelname aan onderzoek en de ontwikkeling van een gestandaardiseerd instrument voor het beoordelen van de competentie van kinderen om toestemming te geven voor onderzoek. Beide projecten werden gefinancierd door ZonMw, een organisatie die streeft naar een goede gezondheid voor iedereen via kennis.
Van 2015 tot 2016 werkte De Vries als specialistisch kinderarts in het Juliana Kinderziekenhuis in Den Haag.
Op 13 september 2017 werd ze benoemd tot gewoon hoogleraar Normatieve aspecten van de geneeskunde aan de faculteit Geneeskunde van de LU. Haar onderzoek richt zich op de volgende drie aspecten:
1. Het Learning Healthcare System (LHS). Ze onderzoekt de toestemmings- en beoordelingskwesties in biobanken bij (her)gebruik van biologische materialen en elektronische patiëntendossiers en bij het gebruik van big data en kunstmatige intelligentie. Het onderzoek richt zich op kinderethiek (met focus op genderdysforie), onderzoeksethiek en de introductie van LHS in de dagelijkse praktijk.
2. Kwetsbare bevolkingsgroepen in de gezondheidszorg. In haar onderzoek naar kwetsbare bevolkingsgroepen richt ze zich op de afhankelijkheidsrelaties in onderzoeks- en toestemmingsvraagstukken.
3. Empirische ethische methodologie. De Vries gebruikt Guidance ethics, een ontwerpmethode om verantwoorde therapie-innovatie en -praktijk te ondersteunen. Ze is lid van een internationale werkgroep die richtlijnen opstelt voor gedegen empirisch bio-ethisch onderzoek.[5][2][6]

Het doel van De Vries is onderzoekers, clinici en besluitmakers bewust te maken van de ethische perspectieven van hun werk, het verbeteren van de patiëntenzorg en van het (bio)medisch onderzoek.
De Vries is de hoofdonderzoeker binnen het reNEW’s PREPARE thema. Daarnaast werkt ze sinds 2016 als kinderarts-endocrinoloog aan de LUMC. Hier behandelt ze kinderen met genderdysforie en psychiatrische aandoeningen, die somatische zorg vragen (bijvoorbeeld sen en n). Op dit moment bieden alleen het LUMC en het VU Medisch Centrum een volledig behandelingsprogramma voor kinderen en adolescenten met genderdysforie.
Op 18 september 2019 sprak De Vries samen met rechter Michael Kirbyeen uit Australië de eerste Pride Talks aan de LUMC uit. De Pride Talks zijn een initiatief van het LGBT+ netwerk van de LU, LUMC Pride en LU Pride. De Vries sprak hierbij over transgenderkinderen en hun (on)voorwaardelijke recht op een genderbevestigende behandeling.
In 2021 en 2022 werkte De Vries als arts in respectievelijk het Moria vluchtelingenkamp op Lesbos en de opvang van Oekraïense vluchtelingen in Krakau.

### Nevenactiviteiten
- BMC Medical Ethics - Associate Editor (sinds september 2014)
- Centrale Commissie Mensgebonden Onderzoek (CCMO) - Lid
- Commissie Gender en Diversiteit - Lid
- Gezondheidsraad - Lid Commissie Ethiek en Recht (sinds januari 2018)
- Nederlands Centrum voor Ethiek en Gezondheid (CEG) - lid en voorzitter (sinds december 2021)
- Nederlandse Vereniging voor Kindergeneeskunde (NVK) -  lid van de Commissie Medische Ethiek en Gezondheidsrecht
- NWO/ZonMw - Lid Commissie Bezwaarschriften
- NWO/ZonMw - Lid Programmacommissie Gender en Identiteit
- NWO/ZonMw - Lid Programmacommissie Pluripotent Stem cells for Inherited Diseases and Embryonic Research (PSIDER)
- NWO/ZonMw - Lid Programmacommissie Zwangerschap & Geboorte
- PVC Dordrecht (Kwaliteit en Patiëntveiligheid) - Lid Raad van Toezicht (sinds december 2020)
- Sanquin - Lid Ethische adviesraad
- VWS/Ministerie van Justitie - Lid Beoordelingscommissie Late Zwangerschapsafbreking en Levensbeëindiging Pasgeborenen
- Vereniging voor Filosofie en Geneeskunde - bestuurslid (2008-2017)[10][6][11][1]

### Publicaties
De Vries heeft een lange lijst publicaties op haar naam staan, zowel in wetenschappelijke tijdschriften als populaire media. Terugkerende thema's zijn genderdysforie, transgendergezondheid, genderidentiteit, anticonceptie, begeleiding van zwangeren, omgang met patiënten en de rechten van kinderen. Overzichten van publicaties waar zij aan heeft bijgedragen zijn o.a. te vinden op de websites van de LU, ORCID en Web of Science.

### Privéleven
De Vries en haar echtgenote hebben twee zonen.
Ze is mede-oprichter van het Pride Network aan de LUMC, een werkomgeving waar het niet altijd gebruikelijk was om over haar relatie met een vrouw te praten.